# 价格下限
價格下限是政府或是集體價格管制或是限制價格的方式，限制某一商品的價格需高於價格下限。一個有效的價格下限需大於均衡價格。

## 價格下限的有效性

一個無效，沒有限制性的價格下限

價格下限可以設定低於自由市場的均衡價格，像右側第一個圖中的綠色虛線就是低於均衡價格的價格下限。但此情形下的價格下限是無效的，市場可以接受的價格高於價格下限。

一個有效，有限制性的價格下限，因此出現生產超過需求的過剩情形

相反的，右側第二個圖的綠色虛線就是高於均衡價格的價格下限，此價格對市場有影響，它確保價格不會低於一定值，因此商品可以繼續生產。

## 對市場的影響
高於均衡價格的價格下限會有以下的影響；消費者需要用較高的價格才能買到相同的商品，因此會降低其採購量，甚至不予購買。然而，供應者生產相同商品時，可以得到較多的收入，因此會提高生產量。
兩者合併來看的結果是市場上的供給量會超過需求量，來維持長期的价格下限。當需求量等於供給量時，會出現新的平衡價格。

## 例子

### 最低工資
最低工資就是一個價格下限的例子。在此例中，受僱者是勞力的供應者，而公司是勞力的消費者。若最低工資設定的比無技能勞工的平衡價格要高，會增加失業的情形（找工作的人比需要的職缺要多）。在平衡價格以上的最低工資會使企業減少僱用員工，但會使較多的人願意進入勞動市場，結果是勞動市場的供給過剩。平衡價格的工資會依勞工的技能及市場的條件而定。

### 歐洲農產品
以往歐洲的農產品有價格下限，現在則用較軟性的方式：若價格低於干預價格，歐盟會購買該農產品，使價格高於干預價格，因此當價格太低時，農產品會堆積在歐盟的倉庫中。

## 延伸閱讀
- Rockoff, Hugh. . David R. Henderson (ed.)  (编).  2nd. Indianapolis: Library of Economics and Liberty. 2008  [2014-03-17]. ISBN 978-0865976658. OCLC 237794267. （原始内容存档于2017-11-19）.